# Muhammad Aminxoʻja Mirzaxoʻja oʻgʻli Muqimiy

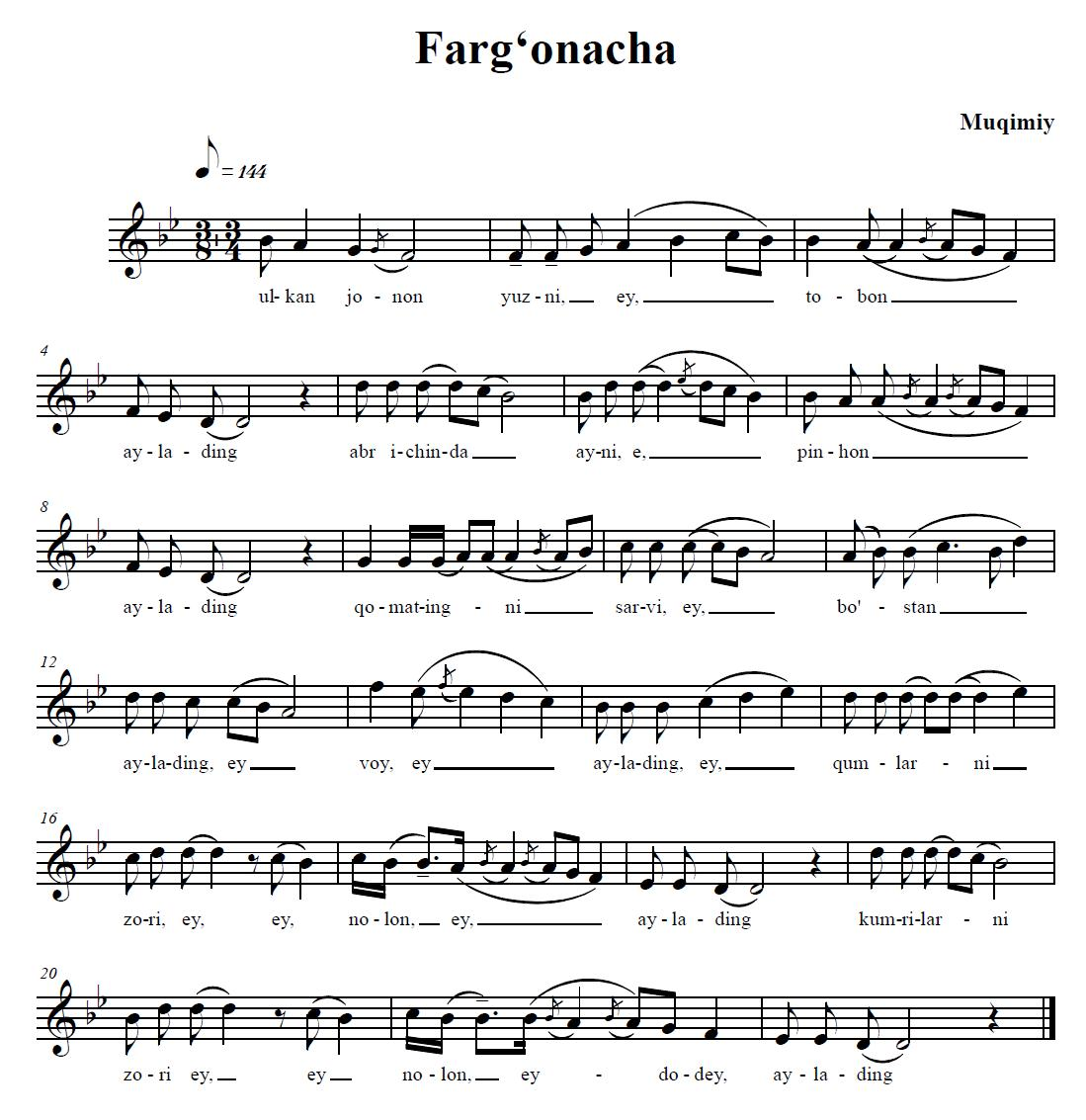
Fargʻonacha, ein lyrisches Werk Muqimiys

Muhammad Aminxoʻja Mirzaxoʻja oʻgʻli Muqimiy (kyrillisch Муҳаммад Аминхўжа Мирзахўжа ўғли Муқимий; russisch Мукими Мухаммад Амин-ходжа Mukimi Muchammad Amin-chodscha; * 1850; † 1903) war ein führender usbekischer spättschagataischer, frühdschadidistischer Dichter aus Qoʻqon im Ferghanatal.
Muqimiy erhielt seine Ausbildung auf einer Madrasa in Qoʻqon, anschließend in Buchara. Muqimiy gehörte zum Dichterkreis Furqats und verfasste vor allem lyrische und satirische Werke.
Er galt den usbekischen Sowjetliteraten als Mitentwickler des usbekischen kritischen Realismus, in seinen Werken erkannten die Sowjets eine wachsende „demokratische Tendenz“ der usbekischen Dichter unter dem Einfluss der russischen Kultur und nannten Muqimiy wie auch Furqat, Avaz Oʻtar oʻgʻli, Hamza Niyoziy und Zavqiy einen herausragenden Vertreter seiner Strömung. Das Usbekische Drama-Theater in Taschkent wurde nach ihm benannt.